# Romilda Ferrauto
Romilda Ferrauto (née en 1954) est une journaliste franco-italienne, ancienne directrice de la section francophone de Radio Vatican et conseillère spéciale de la Salle de presse du Saint-Siège.

## Biographie
Ferrauto naît en Tunisie en 1954 et est franco-italienne,. Elle grandit à Tunis. Elle s’installe ensuite en Italie, où elle étudie la médecine ; à la recherche d’un travail étudiant, elle rejoint la rédaction de Radio Vatican en 1982.
En 1991, elle prend la tête de la section francophone de Radio Vatican ; elle est la première femme, laïque, à diriger une rédaction dans cette radio où les postes de responsabilités sont historiquement confiés aux jésuites. Elle prend ensuite sa retraite, après 25 ans à ce poste, en 2016.
En 2011, elle crée l’association Donne in Vaticano (« Femmes au Vatican ») ; cinq ans plus tard, l’association est reconnue par le Saint-Siège. L’année suivante, en 2017, elle en devient vice-présidente. L’association regroupe environ 750 femmes en 2017, soit un cinquième du total du personnel du pape.
En 2019, elle sort de sa retraite à la demande de Paolo Ruffini, comme consultante auprès de la salle de presse du Saint-Siège lorsque Alessandro Gisotti en devient le directeur par intérim,,. Son contrat doit durer six mois.
Le 16 septembre 2021, elle reçoit l’insigne d’officier de l’Ordre national du Mérite, des mains d'Élisabeth Beton-Delègue ambassadrice de France près le Saint-Siège.